# Anders Wennerstedt
Anders Wennerstedt, tidigare Winnerstedt adlad till Wennerstedt, född juni 1650 i Gistads församling, Östergötlands län, död 26 oktober 1723 i Svennevads församling, Örebro län, var en svensk general och bruksägare.

## Biografi
Anders Wennerstedt föddes 1650 på Gistads prästgård i Gistads socken. Han var son till kyrkoherden Nicolaus Laurentii Winnerstadius i Gistads församling och Eva Larsdotter. Wennerstedt blev 30 oktober 1673 student vid Uppsala universitet och blev 1676 volontär vid svenska huvudarmén i Skåne. Han blev i december 1676 adjutant vid Rehnskiölds kavalleriregemente, 1 februari 1677 löjtnant och i september 1677 regementskvartermästare. Wennerstedt tog avsked i augusti 1677 och blev kapten för ett kompani kommenderat folk på Hisingen 12 maj 1678. Han blev kaptenlöjtnant med ryttmästares titel vid Östgöta kavalleriregemente 6 oktober 1679. Wennerstedt adlades 9 juli 1681 till Wennerstedt och introducerades 1682 i Sveriges Riddarhus som nummer 1000. Han avled 1723 på Skogaholms herrgård i Svennevads socken och begravdes i en egen utbyggd grav vid Svennevads kyrka.
Generallöjtnant av kavalleriet 26 april 1722.

### Familj
Wennerstedt gifte sig 1684 på Skogaholm med Catharina Rosenberg (född 1650), dotter till krigsrådet Simon Rosenberg och Margareta Larsdotter. De fick tillsammans barnen Margareta Helena Wennerstedt (1685–1724) som var gift med kammarherren Carl Rutger von Braunjohan, generalmajoren Simon Jakob Wennerstedt (1687–1762), Eva Maria Wennerstedt (1688–1697), Vendela Catharina Wennerstedt (1690–1693), Carl Wennerstedt (1691–1691) och hovrättspresidenten Carl Gustaf Wennerstedt (1692–1778).